# Arrondissement di Draguignan
L'arrondissement di Draguignan è un arrondissement dipartimentale della Francia situato nel dipartimento del Var, nella regione della Provenza-Alpi-Costa Azzurra.

## Storia
Fu creato nel 1800, sulla base dei preesistenti distretti.

## Composizione
L'arrondissement è composto da 58 comuni raggruppati in 12 cantoni:
- cantone di Callas
- cantone di Comps-sur-Artuby
- cantone di Draguignan
- cantone di Fayence
- cantone di Fréjus
- cantone di Grimaud
- cantone di Lorgues
- cantone di Le Luc
- cantone di Le Muy
- cantone di Saint-Raphaël
- cantone di Saint-Tropez
- cantone di Salernes